# 야부키 나코
야부키 나코(일본어: 矢吹 奈子, 2001년 6월 18일 ~ )는 일본 아이돌 그룹 전 HKT48(3기)이며, 대한민국과 일본의 합작 걸 그룹 아이즈원의 멤버였다. 아이즈원으로 데뷔한 이후 HKT48(3기) 그룹 관련 활동은 2018년 10월 29일부터 2021년 4월 29일까지 중단했다. SKE48 팀E 전캡틴 스다 아카리와 전 HKT48(1기) 무라시게 안나와 같은 소속사인 TWIN PLANET에 소속.

## 약력
10살부터 배우로 활동을 시작했으며 2016년 시점으로 연예계 활동은 14년이다, 2005년 개봉한 영화 터치에서는 아사쿠라 미나미가 맡은 역할의 아역을 맡았다.
초등학교 2학년 때부터 AKB48의 팬이 됐으며 초기에는 언니의 영향으로 와타나베 마유를 좋아하게 됐다. 하지만 어느날 TV를 보고 있었을 때에 갑자기 손가락으로 가리키며 ‘이 사람이 좋아!’라고 한 멤버가 있었다. 그 사람은 사시하라 리노였다. 그 후 4, 5번 악수회에서 사시하라를 찾아갔으며 그 중 2번 ‘(AKB48 그룹의 오디션에) 반드시 붙을거야. 붙어라!’라며 권유를 받았지만 당시에는 응모 요항의 나이 조건이 맞지 않았다. 사시하라 리노가 HKT48로 이적한 후에 하카타에도 가보고 싶다고 해서 HKT48 오디션을 보게 된다.

## 내력
2013년
- 8월, HKT48 제3기 오디션에 합격했으며 11월 2일에 HKT48 해바라기조 "파자마 드라이브" 첫날 공연의 백댄서로 등장했다[4]. 12월 7일, 연구생 "머릿속 파라다이스" 공연에서 극장 공연으로 데뷔했다[5]. 12월 11일 발매된 AKB48 34th 싱글 〈鈴懸の木の道で「君の微笑みを夢に見る」と言ってしまったら僕たちの関係はどう変わってしまうのか、僕なりに何日か考えた上でのやや気恥ずかしい結論のようなもの / 플라타너스 나무가 서 있는 길에서 「네 미소가 꿈에 나왔어」라고 말해버린다면 우리들의 관계는 어떻게 변하는 걸까, 나 나름대로 며칠이고 생각해본 후의 조금 부끄러운 결론처럼〉 Type H에 수록된 〈ウインクは3回 / 윙크는 3회〉에서 센터로 선발된다[6]. 뮤직 비디오 촬영 시점으로는 첫 공개 전이였다[7]。

2014년
- 2월 24일, Zepp DiverCity에서 개최된 ‘AKB48 그룹 대조각 축제’에서 팀H로의 승격이 발표됐으며[8], 4월 23일부터 팀H로 활동을 시작했다. 3월 12일 발매된 HKT48 3rd 싱글 〈桜、みんなで食べた / 벚꽃, 다 같이 먹었어〉에서 동기인 타나카 미쿠와 함께 첫 선발이 됐다[9].

2015년
- 3월 25일에 사이타마 슈퍼 아레나에서 개최된 “AKB48 영 멤버 전국 투어 ~미래는 지금부터 만들어진다~”에서 타나카 미쿠, (이하 AKB48)오오와다 나나, 카와모토 사야, 타니구치 메구, 무카이치 미온, 무라야마 유이리와 함께 AKB48 그룹의 파생 유닛 〈덴덴무Chu!〉 결성이 발표된다[10]. 다음날인 26일에 같은 장소에서 개최된 “AKB48 봄의 단독 콘서트 ~차기 총감독 아직 수행중!~”내에 행해진 ‘봄의 인사이동’에 의해서 AKB48 팀B와의 겸임이 발표됐다[11]. 9월 1일부터 신체제로 이행해서 겸임을 시작한다. 11월 25일 발매된 HKT48 6th 싱글 〈しぇからしか! / 시끄러워!〉 Type-C에 솔로곡 〈いじわるチュー / 심술쟁이 츄〉가 수록됐다[12]. HKT48의 싱글에 멤버 솔로곡이 수록되는 것은 처음이다. 12월 26일, 팀B "지금 연애중" 첫날 공연에 출연했다[13].

2016년
- 5월부터 6월에 걸쳐서 실시된 “AKB48 45th 싱글 선발 총선거”에서는 28위로 언더 걸즈에 선출됐으며 첫 랭크인을 하게 됐다. 개표 이벤트가 치러진 6월 18일은 야부키 나코의 15세 생일이며 ‘인생에서 가장 최고의 날이 됐어요.’라며 기쁨의 소감을 발표했다[14]. 중 · 고등학생용 뷰티&패션지 “LOVE berry” 2016년 8월 20일 발매되는 vol.3부터 전속 모델 ‘러브모’로의 활동을 시작했다[15].

2017년
- 12월 8일, AKB48 극장 12주년 공연에서 그룹 내의 조각이 이뤄졌으며 AKB48 팀B와의 겸임 해제가 발표됐다[16].

2018년
- 4월 1일, “AKB48 그룹 봄의 슈퍼 아레나제 AKB48 단독 콘서트 ~자바자가 뭐야?~”의 출연을 하고나서 AKB48로의 활동(겸임)을 종료한다. 5월 2일에 발매된 HKT48의 11th 싱글 〈早送りカレンダー / 빨리 감기 캘린터〉에서는 타나카 미쿠와 함께 센터 포지션으로 선발되며 ‘나코미쿠’ 콤비로의 더블 센터가 됐다[17]. 5월 30일에 발매된 AKB48 52nd 싱글 〈Teacher Teacher〉에서는 AKB48의 싱글 타이틀곡에 처음으로 선발됐다[18].
- 6월의 “제10회 AKB48 세계 선발 총선거”에서는 9위에 들어갔으며 첫 선발이 됐다. 10위에는 타나카 미쿠도 들어가있으며 ‘나코미쿠’ 콤비로 나란히 선발에 들어갔다[19].
- 4월부터 8월까지 대한민국의 오디션 프로그램인  《PRODUCE 48》에 참가해서 선배 멤버인 사쿠라와 함께 20위 이내의 파이널까지 남았으며 8월 31일 마지막회에서 발표된 최송 순위 6위로 IZ*ONE의 멤버가 됐다[20]. 아이즈원의 활동에 전념하기 위해서 10월 21일에 마쿠하리 멧세에서 행해질 예정인 AKB48 〈Teacher Teacher〉 극장판 발매 기념 대악수회를 끝으로 2021년 4월까지의 2년 6개월간 일시적으로 AKB48 그룹으로의 활동을 쉬게 됐다.

2021년
- 4월 29일, 아이즈원 활동이 종료되어 일본으로 귀국하였다[21].
- 5월 15일, 아이즈원 활동동안 중지했던 본인의 트위터와 인스타그램 활동을 재개했다[22].

2022년
- 10월 16일, 마쿠하리 멧세에서 행해진 HKT48의 11주년 기념 라이브 〈미래로의 메세지〉에서 그룹 졸업을 발표했다[23][24].

2023년
- 1월 28일, 자신의 트위터에서 같은 달 31일을 기해 소속 사무소 Vernalossom를 퇴소하는 것을 발표[25][26]. 퇴소 후, 프리랜서로서 활동한다.
- 4월 1일, 퍼시피코 요코하마에서 졸업 콘서트를 개최[27]. 이 콘서트를 기해 HKT48를 졸업.
- 6월 18일, 소속 사무소 TWIN PLANET에 소속된 것이 발표.

## 참가곡

### 싱글
HKT48 명의
- 桜、みんなで食べた / 벚꽃, 다 같이 먹었어
  - 君はどうして? / 넌 어째서?
  - 覚えてください / 기억해주세요 - ‘연구생’ 명의
  - 君のことが好きやけん / 너가 좋으니까
- 控えめI love you ! / 소극적인 I love you !
  - 今 君を想う / 지금 너를 그리워한다
  - アイドルの王者 / 아이돌 왕자 -  ‘팀H’ 명의
  - 生意気リップス / 건방진 립스 - ‘나코미쿠’ 명의
- 12秒 / 12초
  - ロックだよ、人生は… / 록이야, 인생은...
  - 微笑みポップコーン / 미소 팝콘 - ‘팝콘칠드런’ 명의
  - カメレオン女子高生 / 카멜레온 여고생 - ‘팀H’ 명의
- しぇからしか! / 시끄러워! - ‘HKT48 feat.기시단’ 명의
  - 黄昏のタンデム / 황혼의 탠덤
  - Buddy  - ‘팀H’ 명의
  - いじわるチュー / 심술쟁이 츄 - 솔로곡
- 74億分の1の君へ / 74억분의 1의 너에게
  - Chain of love
  - アインシュタインよりディアナ・アグロン / 아인슈타인보다 디아나 아그론 - ‘나코미쿠&메루미오’ 명의
- 最高かよ / 최고야
  - 夜空の月を飲み込もう / 밤하늘의 달을 삼키다 - ‘HKT48 팀H’ 명의
- 〈バグっていいじゃん / 버그라니 좋잖아〉에 수록
  - 必然的恋人 / 필사적 연인
  - HKT48ファミリー / HKT48 패밀리
- キスは待つしかないのでしょうか? / 키스는 기다리는 수밖에 없는건가요?
  - ロマンティック病 / 로맨틱 병
- 早送りカレンダー / 빨리 감기 캘린더
  - 季節のせいにしたくはない / 계절 탓으로 하기는 싫어

AKB48 명의
- 〈鈴懸の木の道で「君の微笑みを夢に見る」と言ってしまったら僕たちの関係はどう変わってしまうのか、僕なりに何日か考えた上でのやや気恥ずかしい結論のようなもの / 플라타너스 나무가 서 있는 길에서 「네 미소가 꿈에 나왔어」라고 말해버린다면 우리들의 관계는 어떻게 변하는 걸까, 나 나름대로 며칠이고 생각해본 후의 조금 부끄러운 결론처럼〉에 수록
  - ウインクは3回 / 윙크는 3회 - ‘HKT48’ 명의
- 〈前しか向かねえ / 앞밖에 보지 않아]]〉에 수록
  -  秘密のダイアリー / 비밀 다이어리〉 - ‘Baby Elephants’ 명의
- 〈希望的リフレイン / 희망적 리프레인〉에 수록
  - 今、Happy / 지금, Happy - ‘장미’조 명의
- 〈Green Flash〉에 수록
  - 大人列車 / 어른 열차 - ‘HKT48’ 명의}}
- 〈僕たちは戦わない〉에 수록
  - カフカとでんでんむChu ! / 카프카와 덴덴무Chu ! - ‘덴덴무Chu !’ 명의
- 〈唇にBe My Baby / 입술에 Be My Baby〉에 수록
  - 金の羽根を持つ人よ / 금의 날개를 가진 사람이여 - ‘팀B’ 명의
- 〈君はメロディー〉에 수록
  - Make noise - ‘HKT48’ 명의
- 〈翼はいらない / 날개는 필요 없어〉에 수록
  - 恋をすると馬鹿を見る / 사랑을 하면 손해를 본다 - ‘팀B’ 명의
- 〈LOVE TRIP/しあわせを分けなさい / LOVE TRIP/행복을 나눠라〉
  - 伝説の魚 / 전설의 물고기 - ‘언더걸즈’ 명의
- 〈シュートサイン / 슛 사인〉에 수록
  - 止まらない観覧車 / 멈추지 않는 관람차 - ‘HKT48’ 명의
- 〈願いごとの持ち腐れ / 소원을 간직할 뿐〉에 수록
  - イマパラ / 이마파라
- 〈#好きなんだ / #좋아해〉에 수록
  - 戸惑ってためらって / 당황하고 주저해서 - ‘넥스트 걸즈’ 명의
- 〈11月のアンクレット / 11월의 앵클릿〉에 수록
  - 微笑みの瞬間 / 미소의 순간 - ‘7초 후, 네가 좋아져.’ 명의
  - 法定速度と優越感 / 법정속도와 우월감 - ‘U-17 선발’
- 〈ジャーバージャ / 자바자〉에 수록
  - ぶっ倒れるまで / 갑자기 쓰러질 때까지 - ‘HKT48’ 명의
- Teacher Teacher
- センチメンタルトレイン / 센티멘탈 트레인
- NO WAY MAN
- 〈ジワるDAYS / 지와루 DAYS〉에 수록
  - 必然性 / 필연성 - ‘IZ4648’ 명의

PRODUCE 48 명의
- 내꺼야 (PICK ME)

### 앨범
HKT48 명의
- 《092》에 수록
  - 人差し指の銃弾 / 검지의 총탄
  - ファンミーティング / 팬미팅 - ‘F24’ 명의

'AKB48 명의
- 《次の足跡 / 다음 발자국》에 수록
  - Stoicな美学 / Stoic한 미학
- 《ここがロドスだ、ここで跳べ! / 여기가 로도스다, 여기서 뛰어라!》에 수록
  - Birth
- 《0と1の間 / 0과 1 사이》에 수록
  - ミュージックジャンキー / 뮤직 정키 - ‘팀B’ 명의
  - あれから僕は勉強が手につかない / 그 때부터 나는 공부가 손에 잡히지 않는다 - ‘덴덴무 Chu !’ 명의
- 〈サムネイル / 섬네일〉에 수록
  - 青くさいロック / 미숙한 록

PRODUCE 48 명의
- 《PRODUCE 48 - 30 Girls 6 Concepts》에 수록
  - 너에게 닿기를 (To reach you)

## 출연작
| 연도 | 제목       | 방송사 | 출연   | 비고 |
| ---- | ---------- | ------ | ------ | ---- |
| 2018 | PRODUCE 48 | Mnet   | 참가자 |      |